# Staatsinterventionismus
Staatsinterventionismus beschreibt die in einer grundsätzlich marktwirtschaftlich geordneten Volkswirtschaft bestehende Neigung des Staates, in die Wirtschaft einzugreifen, zu „intervenieren“.

## Allgemeines
Es geht dabei in erster Linie um Maßnahmen, die über die Gestaltung der gesetzlichen und ökonomischen Rahmenbedingungen des Wirtschaftens (Ordnungspolitik) hinausgehen und in die Wirtschaftsprozesse eingreifen (Prozesspolitik). Staatsinterventionismus wird damit gerechtfertigt, dass der Markt nicht immer in der Lage sei, bestimmte wirtschafts- und sozialpolitische Vorstellungen (z. B. Vollbeschäftigung) zu verwirklichen.

## Geschichte
Im Wirtschaftsliberalismus des 19. Jahrhunderts beschränkte sich die Politik weitgehend auf Ordnungspolitik, Wirtschaftspolitik wurde hauptsächlich von Juristen gemacht (Juristenmonopol).
Etliche Historiker neigen dazu die wirtschaftspolitische Entwicklung ab etwa 1870 als Beginn des modernen Interventions- und Sozialstaates zu sehen. Aufgrund der anfänglich begrenzten Reichweite und fehlenden Systematik der Maßnahmen wird jedoch kein Sprung zu einem neuen System gesehen, sondern ein allmählicher Übergang bedingt durch die Quantität staatlicher Eingriffe in einer komplexer werdenden Industriegesellschaft. Die Zeit zwischen 1870 und dem Ersten Weltkrieg wird als Ära des liberalen Staatsinterventionismus bezeichnet. In dieser Zeit verursachten u. a. die Konzentrations- und Zentralisationstendenzen, Monopole, Kartelle und Trusts sozio-ökonomische Instabilität. Als Reaktion auf die Soziale Frage wurde von deutschen Nationalökonomen 1873 der Verein für Socialpolitik gegründet. Der Verein propagierte mit einigem Erfolg staatliche Intervention damit der Staat „die Schwachen schütze, die unteren Klassen hebe“. Die meisten industrialisierten Staaten reagierten auf die Herausforderungen u. a. mit Sozialpolitik und mit protektionistischer Handelspolitik.
Temporär kam es im Zuge der Kriegswirtschaft im Ersten Weltkrieg und Zweiten Weltkrieg zu einer starken Ausdehnung staatlicher Wirtschaftslenkung.
Einen nachhaltigen Einfluss hatte die Weltwirtschaftskrise von 1929 bis 1939, die eine dauerhafte qualitative Ausdehnung des Staatsinterventionismus beförderte. In Deutschland orientierten sich seit der Weltwirtschaftskrise mit den Praekeynesianern wie auch den Ordoliberalen alle relevanten volkswirtschaftlichen Strömungen kritisch an der Realität des interventionistischen Wirtschaftsstaates. Der Interventionismus wurde auch von Ordoliberalen nicht mehr abgelehnt, sondern in Form des liberalen Interventionismus, der nicht gegen die Marktentwicklung wirkt, sondern diese beschleunigt und abfedert, als notwendig angesehen. Im Zeitalter des punktuellen Staatsinterventionismus schließlich rückte die Struktur- und Prozesspolitik immer stärker in den Vordergrund. Seit der zunehmenden Einschaltung von Volkswirtschaftlern erfolgte nun auch eine systematische Instrumentenplanung der Wirtschaftspolitik.

## Formen
In einer reinen Marktwirtschaft („freie Marktwirtschaft“) gibt es streng genommen keine Wirtschaftspolitik. In einer Zentralverwaltungswirtschaft sind Staat und Wirtschaft identisch. In der Realität kommen diese idealtypischen Formen der Wirtschaftsordnung selten vor. Fast alle realen Wirtschaftsordnungen sind Mischformen, also Marktwirtschaften, in denen der Staat mehr oder weniger stark interveniert. Die in der Realität vorkommenden Varianten wirtschaftspolitischen Interventionismus lassen sich nach dem Intensitätsgrad und nach der gesamtwirtschaftlichen Orientierung typisieren.
Nach dem Intensitätsgrad wird unterschieden:
1. Der marktwirtschaftliche Interventionismus (auch liberaler Interventionismus) greift auf einzelnen Märkten ein, um dort vor allem Anpassungshilfen zu gewähren. Die Intervention ist vorübergehender Natur und soll der besseren Funktionsfähigkeit des Marktes dienen. Auch eine gewisse Korrektur der Einkommensverteilung lässt sich hierunter fassen. Beispiel: Konzept der Sozialen Marktwirtschaft
2. Im verbandswirtschaftlichen Interventionismus delegiert der Staat wirtschaftspolitische Aufgaben an Wirtschaftsverbände (Prüfungswesen, Zwangskartelle, Marketing Boards etc.).
3. Der lenkungswirtschaftliche Interventionismus erstrebt eine Strukturerhaltung entgegen der Marktdynamik, z. B. aus rüstungswirtschaftlichen Gründen. Beispiele: Stützung des Agrarsektors in Industrieländern, Kriegswirtschaft

Nach der gesamtwirtschaftlichen Orientierung wird unterschieden:
1. Punktueller bzw. pragmatischer Interventionismus: Der Staat greift dort ein, wo der Marktmechanismus nicht zufriedenstellend funktioniert, oder wenn ein Ergebnis des Marktmechanismus politisch unerwünscht ist.
2. Konstruktivistischer Interventionismus: Durch die Interventionen sollen Marktergebnisse in eine ex ante geplante Richtung gelenkt werden. Beispiele: Globalsteuerung, Planification

## Sonstiges
Die Bereitschaft zu Staatseingriffen in die Wirtschaft nimmt in Zeiten einer Wirtschaftskrise sprunghaft zu, insbesondere wenn große, für eine Nation sehr wichtige Unternehmenseinheiten wirtschaftlich zu scheitern drohen („Too Big to Fail“).
Ein Beispiel ist die „Krisenregulierung durch politische Kartellbildung“ in der Krise der deutschen Stahlindustrie an Saar und Ruhr seit 1975. In den Jahren 2008/2009 war die Krise der US-Autoindustrie ein Beispiel.
Für Hans Albert kann die Beurteilung einer Intervention gemäß ihrer angeblichen ökonomischen Rationalität oder „Effizienz“ nichts weiter als eine Scheinbegründung darstellen, da die Volkswirtschaftslehre als Realwissenschaft keine Werturteile zu liefern in der Lage ist.
Nach C. Wright Mills verstecke sich hinter dem Streit um staatliche Eingriffe vs. „Freiheit der Wirtschaft“ häufig das Streben der Wirtschaftselite, die eigene Entscheidungsmacht abzusichern und dabei die damit verbundenen Risiken und Folgeprobleme auf den Staat abzuwälzen. Deshalb behaupteten viele Unternehmen und Unternehmer lediglich an einer freien Marktwirtschaft interessiert zu sein, diese wirtschaftliche Freiheit könne aber nur durch staatliche Subvention abgesichert werden.

## Kritik
Der Begriff selbst wurde von Kritikern einer solchen wirtschaftspolitischen Grundorientierung geprägt und impliziert so von Anfang an einen negativen Wertakzent. Hintergrund ist dabei die Vorstellung eines Laissez-faire-Liberalismus, dass die Wirtschaft ein sich selbst regelnder Prozess sei, wobei das Eingreifen des Staates nichts anderes als schaden könne. So argumentiert Ludwig von Mises, dass dieses zu Wohlfahrtverlusten durch Fehlallokationen der volkswirtschaftlichen Ressourcen führe, da die Lenkungsfunktion von am Markt gebildeten Preisen hierbei außer Kraft gesetzt werde. Staatliche Eingriffe können demnach zu Staatsversagen führen oder sind bereits Folge von Staatsversagen. Die Folgen staatlicher Eingriffe werden beispielsweise unter folgenden Aspekten gesehen:
- Maßnahmen, die getroffen werden, um ein bestimmtes Problem zu lösen, könnten dieses infolge falscher Anreize für die Wirtschaft auch verschärfen (vgl. Kobraeffekt).
- Ein einzelner staatlicher Ersteingriff in den Wirtschaftsprozess ziehe sich immer weiter ausdehnende Folgeeingriffe in das Wirtschaftssystem und letztlich eine Interventionsspirale nach sich (siehe Ölflecktheorem).
- Unvollkommenheiten im Marktgeschehen würden sich gegenseitig ausgleichen, es ergebe sich die zweitbeste Lösung. Staatsinterventionen seien daher wirkungslos oder sogar schädlich (vgl. Gegengiftthese)